# Station Ballymena
Station Ballymena  is een spoorwegstation in Ballymena in het  Noord-Ierse graafschap Antrim. Het station ligt aan de lijn Belfast - Derry. 